# Jón Magnússon
Jón Magnússon, islandski politik; * 16. januar 1859, Aðaldalur, † 23. junij 1926, Norðfjörður.
Magnússon je bil prvi in dvakratni predsednik vlade Islandije. Prvi mandat je kot član Stranke domobranstva (Heimastjórnarflokkurinn) služil od 4. januarja 1917 do 7. marca 1922, drugi mandat pa od 22. marca 1924 do 23. junija 1926, ko pa je bil član Konservativne stranke (Íhaldsflokkurinn, predhodnica Stranke neodvisnosti). Med letoma 1913 in 1914 je bil predsednik Althinga – islandskega parlamenta.

## Smrt
Junija 1926 je Jón s kraljem Christianom X. na krovu HDMS Niels Juel odpotoval v Seyðisfjörður. Po kraljevem odhodu nazaj na Dansko, 22. junija, je Jón s HDMS Gejserjem odpotoval v Norðfjörður, kjer je odraščal. 23. junija zvečer se je nenadoma zgrudil in umrl med obiskom Jóna Guðmundssona, lokalnega duhovnika.